# Shangri-La (album de Mucc)
Pour les articles homonymes, voir Shangri-La (homonymie).
Albums de Mucc
Aishuu no Antique
(2012) The End of the World
(2014)
Singles
1. Arcadia featuring DAISHI DANCE
Sortie : 23 novembre 2011
2. Nirvana
Sortie : 7 mars 2012
3. MOTHER
Sortie : 31 octobre 2012

Shangri-La (シャングリラ) est le onzième album du groupe de rock japonais Mucc. Il est sorti le 28 novembre 2012.
Le titre Nirvana, dont le single est sorti le 7 mars 2013, est choisi comme générique d'ouverture de l'anime Inu x Boku SS et le titre Mother, dont le single est sorti le 31 octobre, comme générique de fin de l'anime de Naruto Shippuden. Le titre Kyōran Kyoshō -21st Century Baby- est utilisé comme thème du film d'horreur Fuan no Tane.

## Liste des titres
| No  | Titre | Paroles        | Musique               | Durée |
| --- | --- | -------------- | --------------------- | ----- |
| 1.  | Mr. Liar | Miya           | Miya                  | 4:16  |
| 2.  | G.G. | Tatsurou       | Miya                  | 4:25  |
| 3.  | Arcadia (アルカディア) (featuring DAISHI DANCE)                                                                     | Miya           | Miya                  | 4:51  |
| 4.  | Nirvana -Shangri-La Edit- (ニルヴァーナ-Shangri-la Edit-) (générique d'ouverture de l'anime Inu x Boku SS)          | Miya           | Miya                  | 4:00  |
| 5.  | Honey (ハニー) | Miya           | Miya                  | 3:31  |
| 6.  | Schūchaku no Kane (終着の鐘)                                                                                        | Miya, Tatsurou | Tatsurou, Miya, Yukke | 3:23  |
| 7.  | Pure Black (ピュアブラック)                                                                                         | Tatsurou       | Yukke                 | 3:41  |
| 8.  | KyōranKyoshō -21st Century Baby- (狂乱狂唱~21st Century Baby~) (utilisé comme thème du film d'horreur Fuan no Tane) | Tatsurou       | Tatsurou              | 3:26  |
| 9.  | Marry You | Tatsurou       | Tatsurou              | 4:09  |
| 10. | Yozora no Craypas (夜空のクレパス)                                                                                  | Tatsurou       | Miya                  | 4:07  |
| 11. | You & I | Miya           | Satochi, Miya         | 4:18  |
| 12. | Mother (générique de fin de l'anime de Naruto Shippuden)                                                            | Miya           | Miya                  | 3:58  |
| 13. | Shangri-La (シャングリラ)                                                                                           | Miya           | Miya                  | 6:28  |
| 69. | OMAKE (piste cachée)                                                                                                | Miya           | Miya                  | 4:19  |